# Powderly (Texas)
Pour les articles homonymes, voir Powderly.
Powderly est une census-designated place située dans le comté de Lamar, dans l’État du Texas, aux États-Unis. Sa population s’élevait à 1 178 habitants lors du recensement de 2010.